# Wonderful
„Wonderful” este un cântec interpretat de Ja Rule, R. Kelly și Ashanti. Piesa a fost lansată pe data de 28 septembrie 2004 în Statele Unite ale Americii și pe data de 1 noiembrie 2004 în Germania.
Cântecul face parte de pe albumul R.U.L.E. și a fost lansat ca cel de-al doilea single al materialului. „Wonderful” s-a clasat pe locul 1 în Regatul Unit și a obținut poziții de top 10 în țări ca Australia, Noua Zeelandă și Statele Unite ale Americii.

## Datele lansărilor
| Țara                       | Data               | Format      | Referință   |
| -------------------------- | ------------------ | ----------- | ----------- |
| Statele Unite ale Americii | 28 septembrie 2004 | disc single | [ 1 ]       |
| Germania                   | 1 noiembrie 2004   | disc single | [ 2 ]       |
| Regatul Unit               | 18 ianuarie 2005   | disc single | [ 4 ] [ 5 ] |

## Clasamente
| Clasament                       | Poziția maximă | Referință |
| ------------------------------- | -------------- | --------- |
| Australia Singles Chart         | 6              | [ 3 ]     |
| Austria Singles Chart           | 47             | [ 3 ]     |
| Belgian Singles Chart (Flandra) | 45             | [ 3 ]     |
| Denmark Singles Chart           | 13             | [ 3 ]     |
| Dutch Singles Chart             | 13             | [ 3 ]     |
| Ireland Singles Chart           | 12             | [ 3 ]     |
| New Zeeland Singles Chart       | 6              | [ 3 ]     |
| Swiss Singles Chart             | 12             | [ 3 ]     |
| UK Singles Chart                | 1              | [ 3 ]     |
| U.S. Billboard Hot 100          | 5              | [ 3 ]     |
| U.S. Billboard Hot R&B Songs    | 3              | [ 6 ]     |
| U.S. Billboard Hot Rap Singles  | 2              | [ 6 ]     |
| United World Chart              | 19             | [ 3 ]     |